# Métode Einstein-Brillouin-Keller
El mètode Einstein–Brillouin–Keller (EBK)  és una tècnica semiclàssica (anomenta així en honor a Albert Einstein, Léon Brillouin, i Joseph B. Keller) que s'empra per calcular valors propis en sistemes de mecànica quàntica. La quantificació EBK és una millora de la quantificació de Bohr-Sommerfeld que no considerava els salts de fase càustica als punts d'inflexió clàssics. Aquest procediment és capaç de reproduir exactament l'espectre de l'oscil·lador harmònic 3D, la partícula en una caixa i fins i tota l'estructura fina relativista de l'àtom d'hidrogen.
El 1976–1977, Michael Berry i M. Tabor van derivar una extensió de la fórmula de traça de Gutzwiller per a la densitat d'estats d'un sistema integrable a partir de la quantificació EBK.
Hi ha hagut una sèrie de resultats recents sobre qüestions computacionals relacionades amb aquest tema, per exemple, el treball d'Eric J. Heller i Emmanuel David Tannenbaum utilitzant un enfocament de descens del gradient d'equacions diferencials parcials.

## Procediment
Donat un sistema clàssic separable definit per coordenades {\displaystyle (q_{i},p_{i});i\in \{1,2,\cdots ,d\}}, en què cada parella {\displaystyle (q_{i},p_{i})} descriu una funció tancada o una funció periòdica en {\displaystyle q_{i}}, el procediment EBK implica quantificar les integrals de línia de {\displaystyle p_{i}} sobre l'òrbita tancada de {\displaystyle q_{i}} :
{\displaystyle I_{i}={\frac {1}{2\pi }}\oint p_{i}dq_{i}=\hbar \left(n_{i}+{\frac {\mu _{i}}{4}}+{\frac {b_{i}}{2}}\right)}
on {\displaystyle I_{i}} és la coordenada de l'angle d'acció, {\displaystyle n_{i}} és un nombre enter positiu i {\displaystyle \mu _{i}} i {\displaystyle b_{i}} són índexs de Maslov. {\displaystyle \mu _{i}} correspon al nombre de punts d'inflexió clàssics en la trajectòria de {\displaystyle q_{i}} (Condició de límit de Dirichlet), i {\displaystyle b_{i}} correspon al nombre de reflexions amb una paret dura (condició de límit de Neumann).

## Exemples

### Oscil·lador harmònic 1D
L'Hamiltonià d'un oscil·lador harmònic simple ve donat per
{\displaystyle H={\frac {p^{2}}{2m}}+{\frac {m\omega ^{2}x^{2}}{2}}}
on {\displaystyle p} és el moment lineal i {\displaystyle x} la coordenada de la posició. La variable d'acció ve donada per
{\displaystyle I={\frac {2}{\pi }}\int _{0}^{x_{0}}{\sqrt {2mE-m^{2}\omega ^{2}x^{2}}}\mathrm {d} x}
on ho hem utilitzat {\displaystyle H=E} és l'energia i que la trajectòria tancada és 4 vegades la trajectòria des de 0 fins al punt d'inflexió {\displaystyle x_{0}={\sqrt {2E/m\omega ^{2}}}}.
La integral resulta ser
{\displaystyle E=I\omega } ,
que sota la quantificació EBK hi ha dos punts d'inflexió suaus a cada òrbita {\displaystyle \mu _{x}=2} i {\displaystyle b_{x}=0}. Finalment, això resulta
{\displaystyle E=\hbar \omega (n+1/2)} ,
que és el resultat exacte de la quantificació de l'oscil·lador harmònic quàntic.